# Casse (automobile)
Pour les articles homonymes, voir Casse.

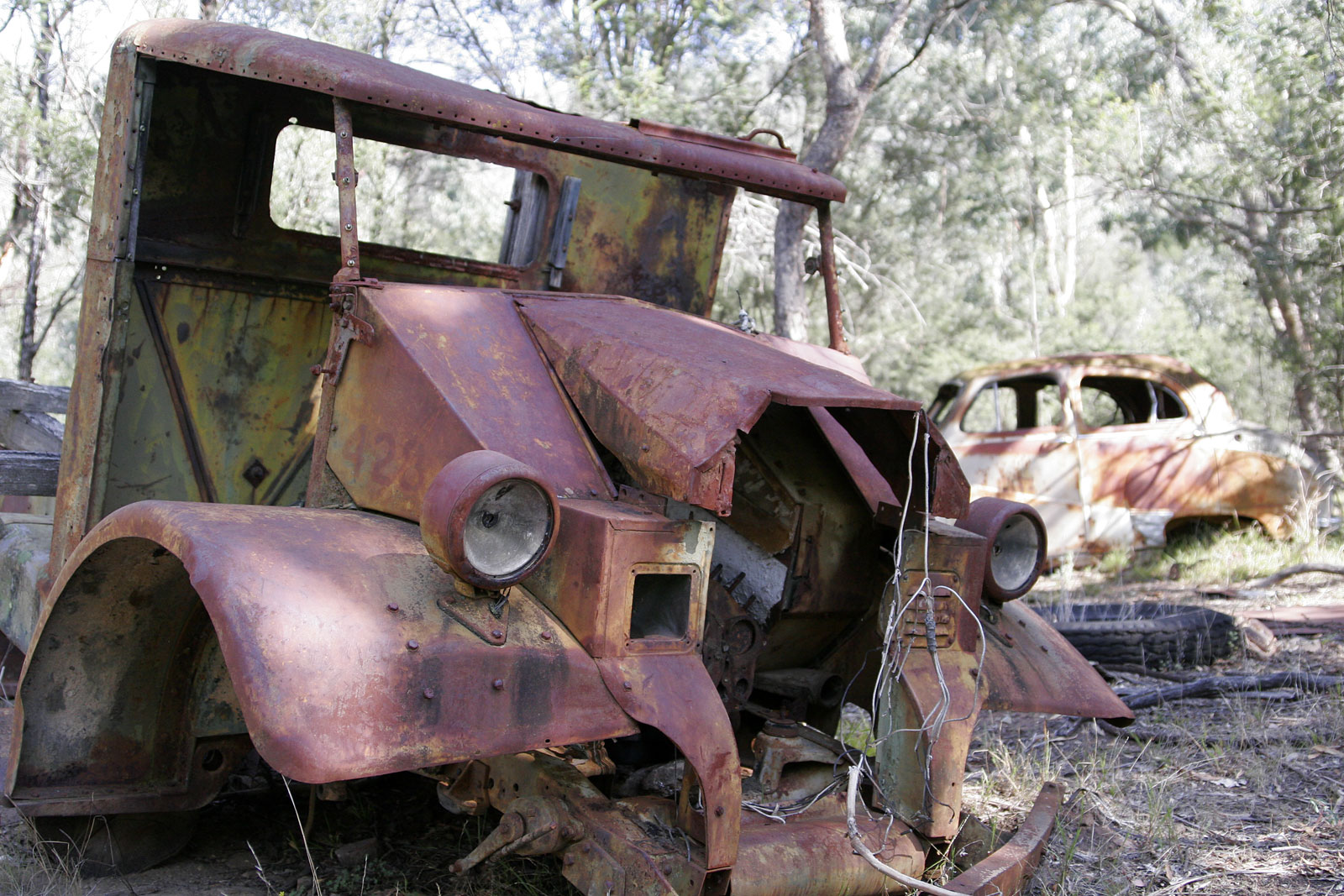
Deux épaves rongées par la rouille : au premier plan un camion et en arrière-plan une automobile.

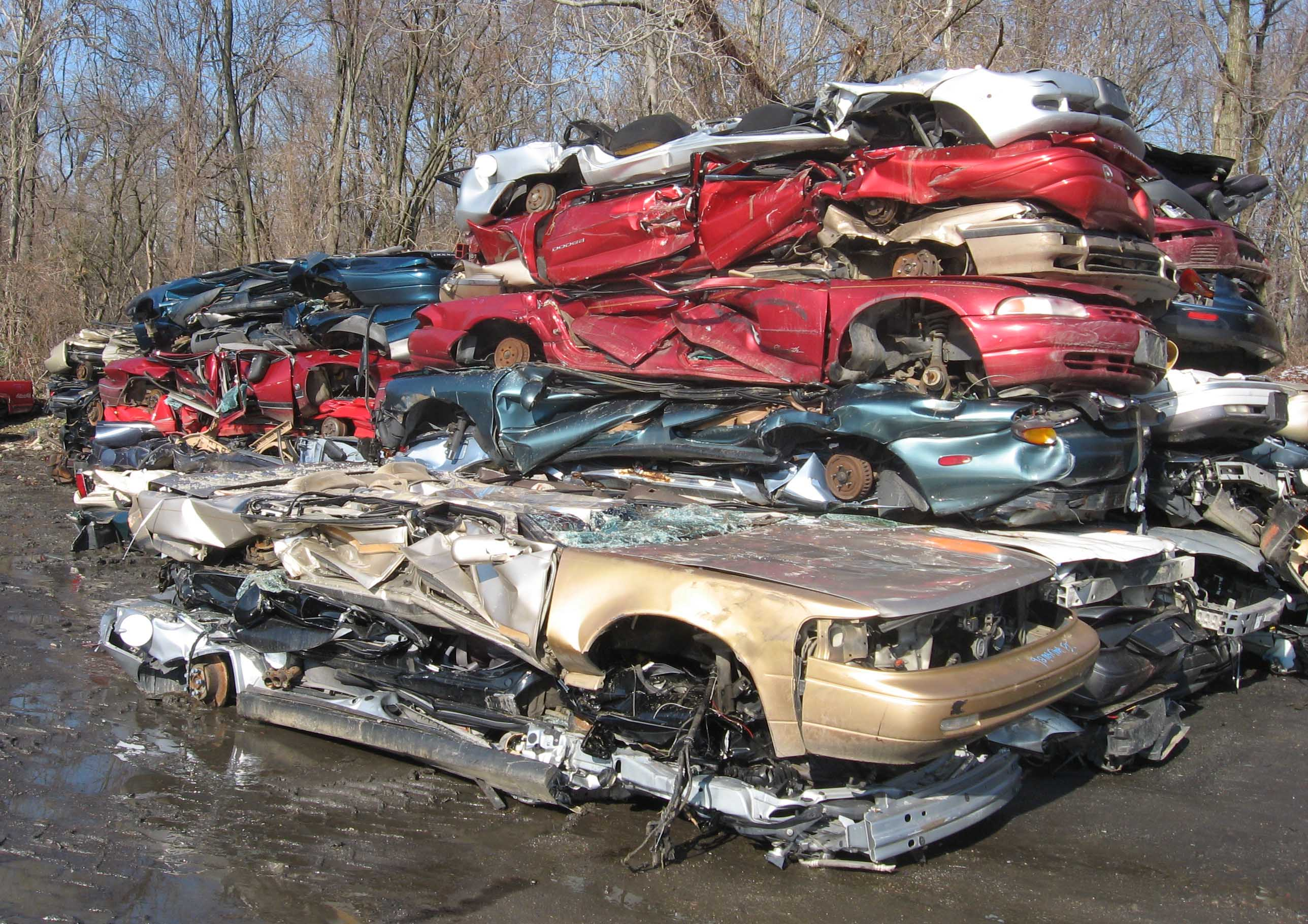
Épaves écrasées.

Une casse automobile ou cimetière de voitures ou encore « Centre VHU » est un lieu où sont entreposés les véhicules terrestres hors d'usage afin d'être dépollués, démontés puis broyés. Les pièces réutilisables de ces véhicules sont revendues en tant que pièces détachées d’occasion.
Les casses qui récupèrent les véhicules terrestres hors d'usage sont les plus courantes. Pour les bateaux, on parle plutôt de chantier de démolition navale. Il existe aussi des cimetières d'avions, dont celui de Tarbes en France et le 309th Aerospace Maintenance and Regeneration Group aux États-Unis.

## Fonctionnement
Lorsqu’une voiture est sévèrement endommagée, qu’elle est en panne et n’est pas réparable ou que le coût des réparations est prohibitif, son propriétaire peut la vendre à une casse automobile. Certaines casses proposent aussi gratuitement l’enlèvement d’une épave.
Généralement, les pièces les plus demandées des véhicules les plus courants sont démontées et stockées dans un entrepôt prêtes à être vendues, tandis que les pièces de faible valeur doivent être récupérées par les clients eux-mêmes. Ces pratiques et les méthodes d’inventaire peuvent varier fortement d’une casse à l’autre.
Depuis quelques années, l’utilisation de services extérieurs pour contacter simultanément de multiples casses pour effectuer une demande de pièce détachée d’occasion est devenu courant. Les clients effectuent leur demande de pièce sur un site web qui la transmet à un réseau de casses.

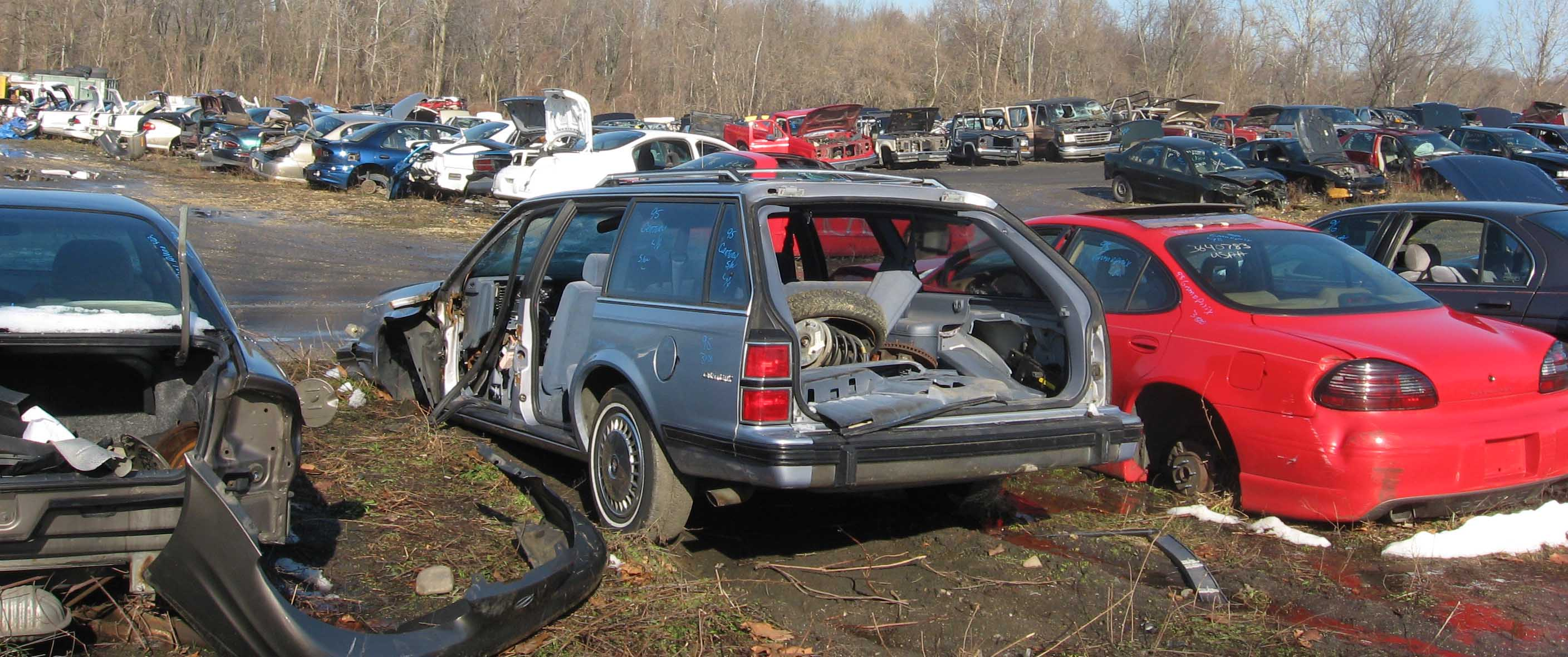
Un parking à épaves où les clients se servent (États-Unis).

Une fois que les véhicules d’une casse ont été entièrement démantelées, les carcasses sont généralement vendues à un ferrailleur.

## En France

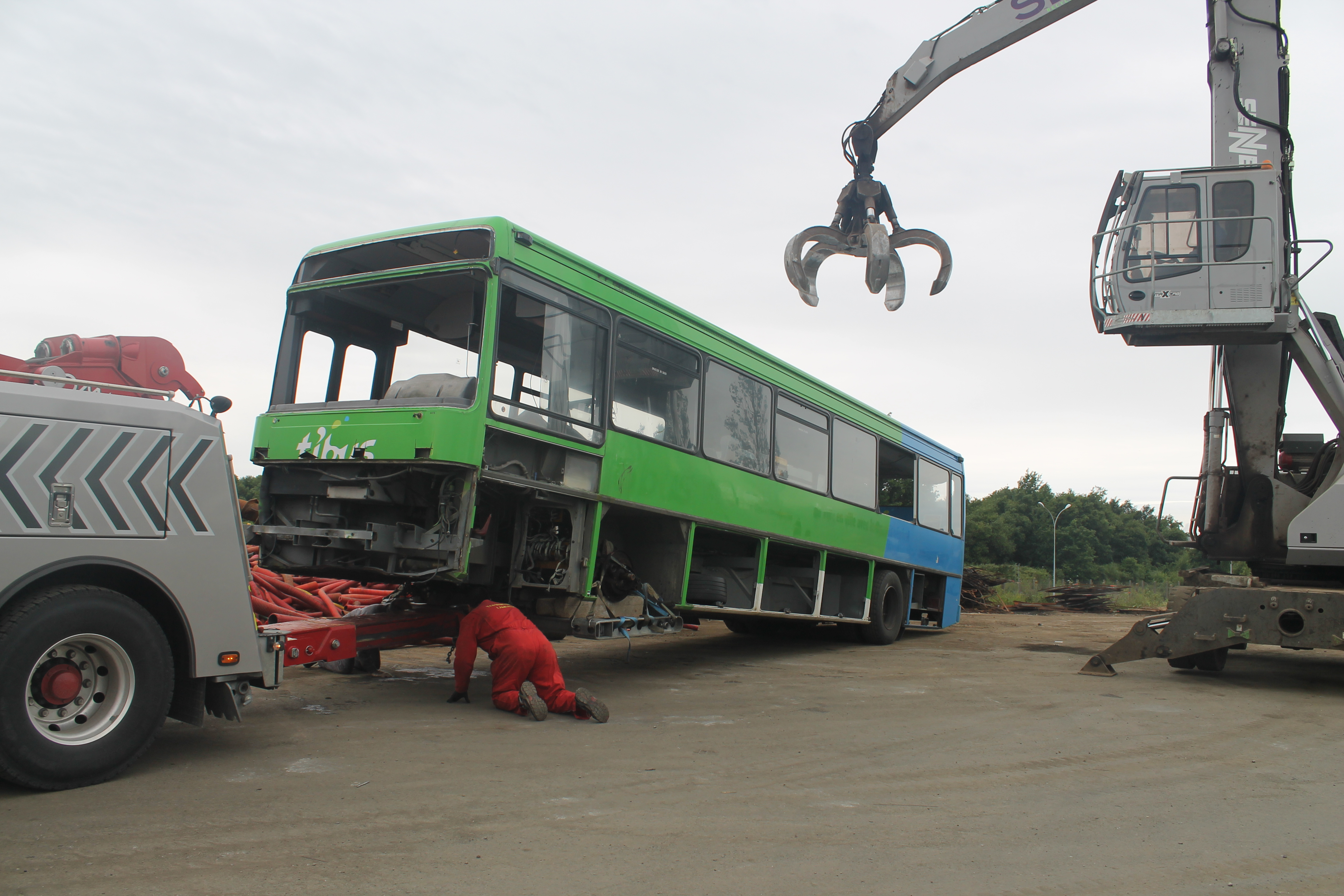
Destruction d'un autocar.

### Installation classée pour la protection de l'environnement
Selon la législation française, les casses automobiles (« centres VHU »), sont des installations classées pour la protection de l'environnement (ICPE) concernées par la rubrique no 2712-1 de la nomenclature des installations classées (à l'exclusion des installations visées par la rubrique no 2719). En effet, dès que la surface est supérieure ou égale à 100 m2, les installations sont soumises à enregistrement. Afin de limiter leur impact environnemental, les exploitants de ces installations doivent notamment respecter les prescriptions techniques d'un arrêté ministériel daté du 26 novembre 2012.
Les casses automobiles doivent également être agréées en application de l’article R. 543-162 du Code de l’Environnement et doivent respecter un cahier des charges lié à cet agrément. La durée maximale de validité de l'agrément est de six ans, renouvelable.
L'instruction des demandes d'enregistrement, des demandes d'agréments ainsi que le contrôle du respect des prescriptions techniques par les exploitants sont réalisés par l'inspection des installations classées.
A noter que les rubriques no 2712-2 et no 2712-3 de la nomenclature des installations classées concerne les véhicules hors d'usage non terrestres (bateaux, avions, etc.) et ne concerne donc pas les casses automobiles.

### Lutte contre les filières illégales
La lutte contre les filières illégales de trafic des VHU est une priorité affichée par tous les gouvernements français récents. Par exemple, le 28 novembre 2012, le gouvernement de Manuel Valls promettait « une action de contrôle renforcée d’ampleur nationale » à l'encontre des casses sauvages.
Le 23 avril 2018, le gouvernement a présenté un catalogue de mesures intitulé « 50 mesures pour une économie 100% circulaire ». La quarantième concerne l'automobile afin de « lutter contre le trafic de véhicules hors d'usages » qui représenterait « 500 000 VHU traités ou exportés illégalement chaque année ». Les mesures envisagées sont les suivantes :
- Donner la possibilité aux inspecteurs de l'environnement de saisir immédiatement les VHU sur les sites illégaux pour les remettre dans la filière légale.
- Rendre obligatoire la fourniture d'un certificat de destruction afin de faire cesser l'assurance du véhicule.
- Prévoir d'ici 2022 une relance des usagers dont le contrôle technique du véhicule est arrivé à échéance afin de vérifier que le véhicule a soit été vendu, soit remis à un centre VHU agréé.

### Responsabilité élargie du producteur
En 2017, la responsabilité élargie du producteur (REP) modifie la gestion des épaves automobiles : le décret n° 2017-675 du 28 avril 2017 impose en effet aux constructeurs de mettre en œuvre un plan d'actions pour résorber et prévenir la reconstitution d'un nombre trop élevé de véhicules hors d'usage (VHU), notamment dans les collectivités d'outre-mer (46.500 à 64.500 épaves en 2017 selon les estimations),.

Un arrêté interministériel précisera le contenu de ce plan, ses modalités de mise en œuvre et d'évaluation. Le plan doit inclure un soutien financier à la collecte et au traitement de ces véhicules, des moyens et actions de communication vers les détenteurs de VHU.

Le décret facilite la prise en charge d’épaves par les centres VHU agréés en l'absence de certificat d'immatriculation (par rapport au code de la route) et il reprend certaines recommandations du rapport de Serge Letchimy sur l'économie circulaire dans les collectivités d'outre-mer.
Le maire doit recourir à son pouvoir de police en cas de non-respect du code de l'environnement et pourra s’appuyer sur de nouvelles procédures de mise en demeure prévues par la loi sur la transition énergétique.
Tous les VHU sont concernés même s’ils ont été abandonnés dans une propriété privée.

### Sortie du statut de déchets des pièces
Le ministère de l’environnement a présenté à l'automne 2017 un projet de décret relatif à la sortie du statut de déchet des pièces issues du démontage des véhicules ayant fait l’objet d’une préparation en vue de la réutilisation dans un centre de VHU dans le but d'avoir une réutilisation simplifiée des pièces automobiles d'occasion. Toutefois, ce décret, qui a fait l'objet d'une consultation publique, n'a pour le moment pas été publié au journal officiel.